# Scrupocellaria pugnax
Scrupocellaria pugnax är en mossdjursart som beskrevs av Osburn 1950. Scrupocellaria pugnax ingår i släktet Scrupocellaria och familjen Candidae. Inga underarter finns listade i Catalogue of Life.